# Pauluskapelle (Burg Bischofstein)

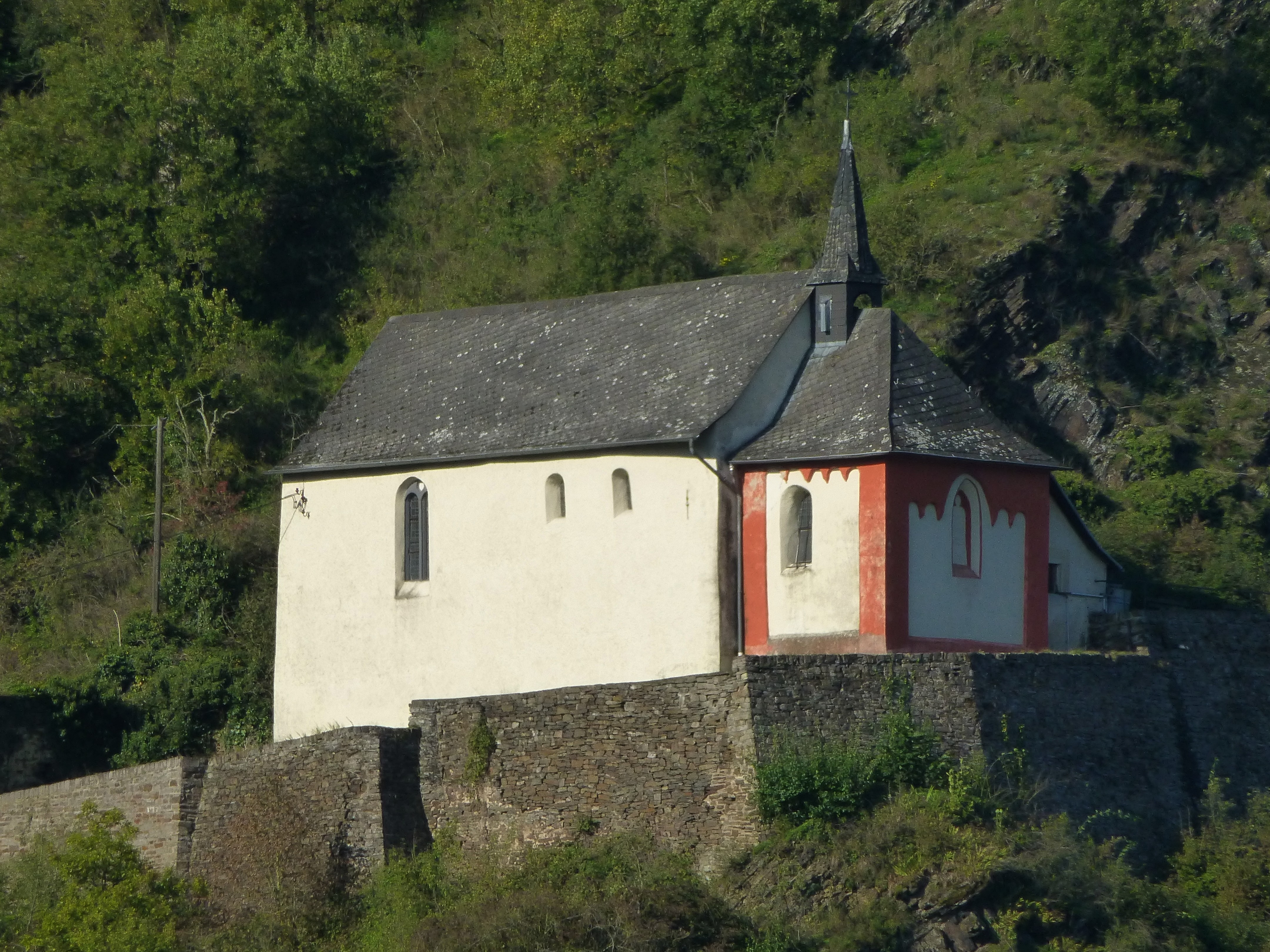
Pauluskapelle

Die Pauluskapelle liegt auf halber Höhe zur Burg Bischofstein und ist um 1200 entstanden. Sie gehört zum Stadtteil Lasserg der Stadt Münstermaifeld. Im Mittelalter war sie ein bekannter Wallfahrtsort. Man erhoffte sich Heilung von Kinderkrankheiten und Fallsucht.

## Geschichte
Die Kapelle in diesem Bereich wurde 1223 im Zusammenhang mit dem Moselort Burgen erwähnt. 1342 wurde erstmals der Name St. Paulus genannt. Sie ist in frühromanischem und spätgotischem Stil erbaut. Die Chormauern stammen noch aus dem 12. Jahrhundert, das Gewölbe aus dem 14. Jahrhundert oder 15. Jahrhundert. Der Kreuzgang wurde in der zweiten Hälfte des 17. Jahrhunderts erbaut. 1698 wurde die Kapelle grundlegend renoviert, und an die Westseite wurde ein Hofhaus angebaut. 1763 wurde sie wiederum renoviert. 1834 wurde sie stark beschädigt und verfiel zur Ruine. 1882 erwarb der Burgener Pfarrer Franz Xaver Fischer die Ruine und baute sie wieder auf. Das Hofhaus wurde dabei abgerissen. 1883 wurde St. Paulus wieder neu geweiht. Eine Burgener Bürgervereinigung restaurierte die Kapelle letztmals 1970.

## Interieur
Die Kapelle St. Paulus enthält einen Kreuzaltar von 1653 und eine gotische Darstellung der Dreiergruppe Fides, Spes und Caritas von 1380.

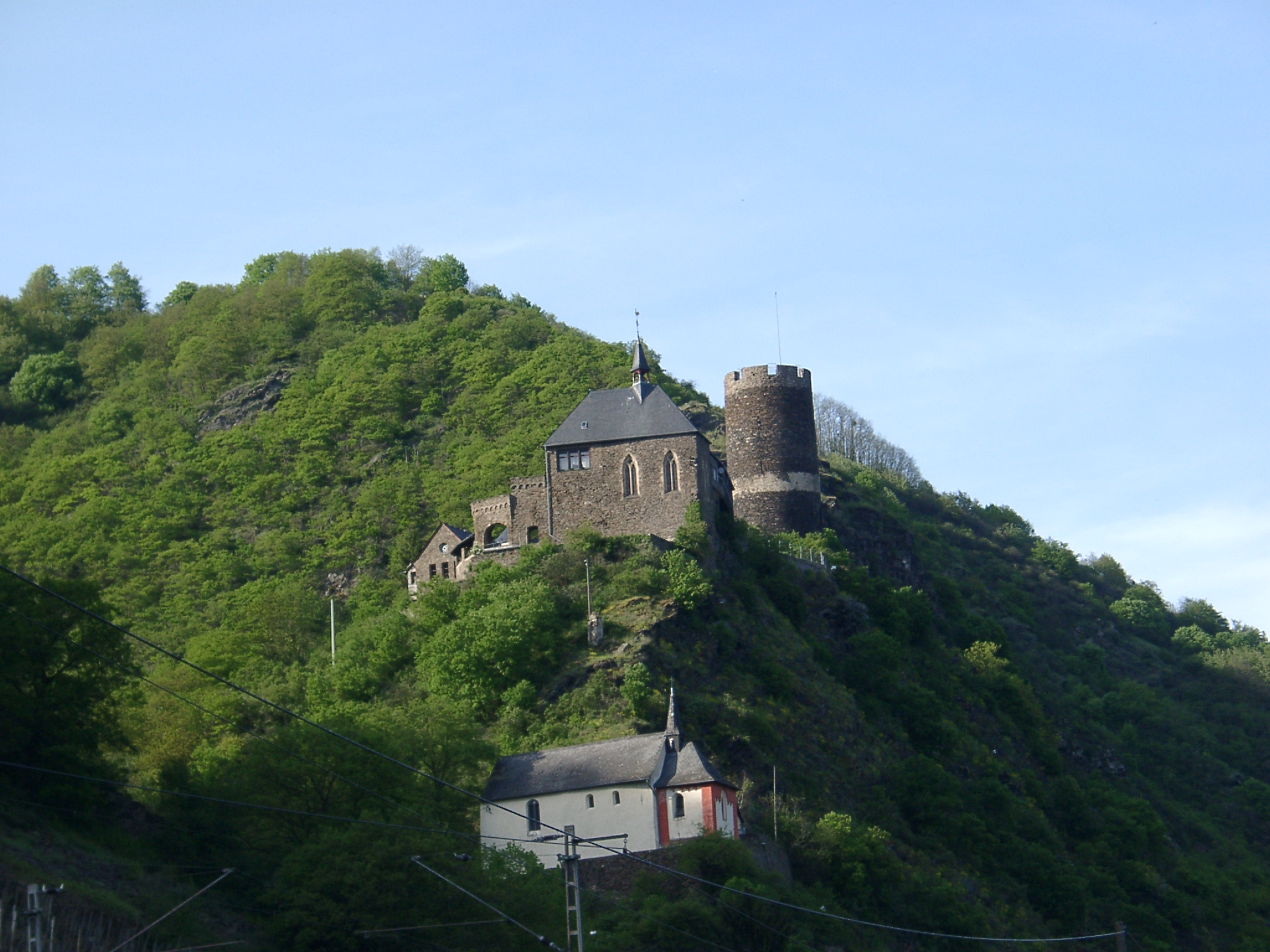
Burg mit Pauluskapelle (unten)
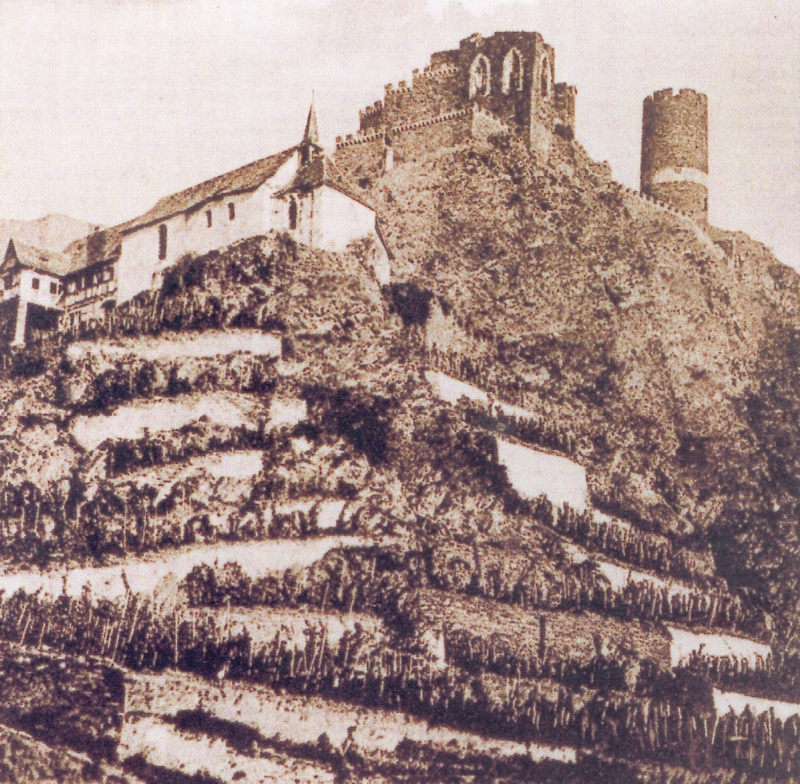
Auf dem ältesten Foto von Burg Bischofstein (vor 1884) ist noch das Hofhaus zu erkennen.
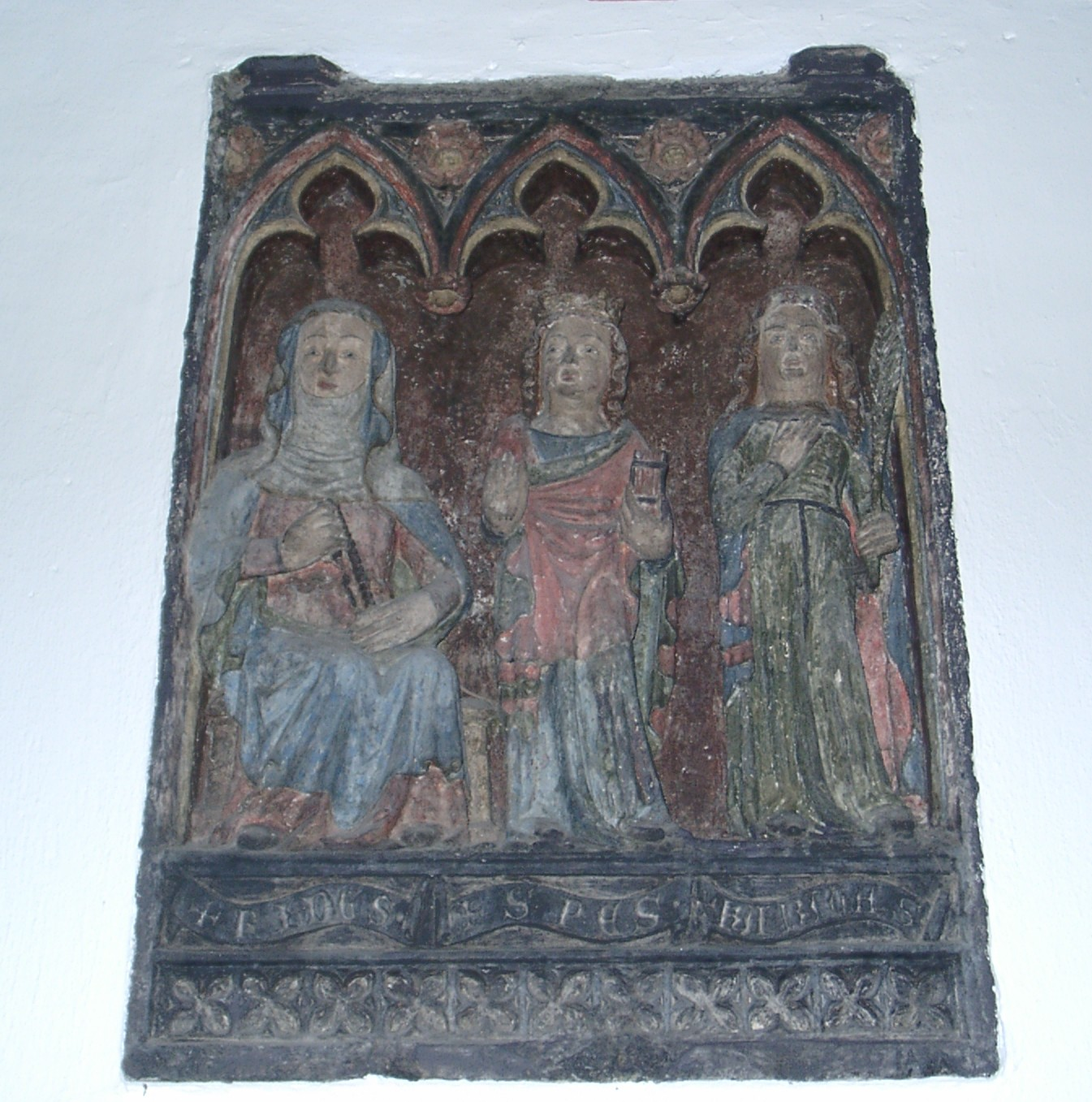
Fides, Spes und Caritas